# You Don't Love Me (No, No, No)
You Don't Love Me (No, No, No) è una canzone dell'artista giamaicana Dawn Penn.

## Descrizione
Pubblicata come singolo nel suo primo album in studio, No, No, No (1994). I testi della canzone sono attribuiti a Penn, Bo Diddley e Willie Cobbs, e la produzione è stata gestita da Steely & Clevie.